# Prodos
Prodos je pedagogické nakladatelství se sídlem v Olomouci. Bylo založeno v roce 1990 krátce poté, co byl ukončen monopol Státního pedagogického nakladatelství na vydávání učebnic.

## Činnost
Nakladatelství Prodos se od svého vzniku specializuje na tvorbu učebních a didaktických materiálů pro základní školy a víceletá gymnázia. Do roku 2019 vydalo téměř tři sta učebnic, pracovních sešitů a učitelských příruček pro většinu vyučovacích předmětů. Řadu titulů vydává také v elektronické podobě (interaktivní výuka) pro počítače, tablety, mobilní telefony a interaktivní tabule.

## Autoři
Autorský a tvůrčí tým nakladatelství tvoří například Radek Malý, Hana Mikulenková a Matěj Forman (český jazyk), Josef Molnár (matematika), Martin Dančák (přírodopis), Roman Kubínek, Renata Holubová a Pavel Kantorek (fyzika), Linda Mikulenková (dějepis), Vít Voženílek a Miloš Fňukal (zeměpis), Danuše Pečová a Pavel Peč (chemie) nebo Tomáš Kopřiva (ilustrace).